# Викинг-Кор Сигурдссон
Кор Сигурдссон (др.-сканд. Kåre Sigurdsson) — древний скандинавский военачальник IX века, являвшийся лендманном Восса и Хордаланна, поселившийся со своей семьёй в Йерене (ныне деревня Обрестад, провинция Ругаланн). Член древнего рода воинов, происходящих от легендарного датского конунга Рагнара Лодброка из династии Инглингов.
Жил во времена правления первого норвежского короля Харальда Прекрасноволосого, возможно, Кор Сигурдссон застал конец правления Хальвдана Чёрного.

## Семья
Сын Сигурда Бьодаскалле Эйрикссона. Имя его матери неизвестно. Был женат на Астрид Торлейвсдоттер. У них были дети:
1. Сигурд Викинг-Корессон;
2. Бьодвар Викинг-Корессон;
3. Вигфус Викинг-Корессон;
4. Эрик Бьодаскалле Викинг-Корессон;
5. Сигурд Сигурдссон.